# تشن مياو-يي
تشن مياو-يي (بالصينية: 陳 妙怡) (من مواليد 23 فبراير 1983 في نانتو) هي لاعبة كرة لينة من تايوان.

## روابط خارجية
- تشن مياو-يي على موقع أوليمبيديا (الإنجليزية)